# VC Gotha
VC Gotha – niemiecki męski klub siatkarski z siedzibą w mieście Gotha. Swoje mecze rozgrywa w Ohrdruf.
Od sezonu 2010/2011 występuje w 1. Bundeslidze.

## Rozgrywki krajowe

### Mistrzostwa Niemiec
| Sezon     | Rozgrywki         | Faza zasadnicza | Faza play-off |
| --------- | ----------------- | --------------- | ------------- |
| 2009/2010 | 2. Bundesliga Süd | 1. miejsce      | 1. miejsce    |
| 2010/2011 | 1. Bundesliga     |                 |               |

### Puchar Niemiec
| Sezon     | Osiągnięcie |
| --------- | ----------- |
| 2009/2010 | 1/8 finału  |
| 2010/2011 |             |